# Stazione di Marina di Cerveteri
La stazione di Marina di Cerveteri è la fermata ferroviaria che serve la frazione di Cerenova nel comune di Cerveteri.
Si trova lungo la ferrovia Tirrenica ed è servita dalla linea regionale FL5.

## Storia
La fermata, ultimata nel 1980, fece seguito al rapido incremento dei residenti della località di Cerenova, lottizzazione di lusso effettuata a partire dagli anni sessanta su alcuni terreni di Cerveteri ubicati tra la via Aurelia e il mar Tirreno appartenenti alla famiglia Ruspoli: inizialmente concepite come case di villeggiatura estiva, infatti, nell'arco di un decennio divennero prima abitazione di coloro che abbandonarono Roma per stabilirsi in via definitiva sul litorale.
In seguito Cerenova e Campo di Mare furono accorpate a formare la frazione comunale di Marina di Cerveteri e la fermata, con il passare degli anni, divenne obsoleta e bisognosa di ristrutturazione, anche per adeguarla ai rinnovati standard di agibilità a favore delle persone con disabilità motorie.
Rete Ferroviaria Italiana stanziò quindi 6,5 milioni di euro per il rinnovo della struttura che fu presentata al pubblico il 29 luglio 2019; a parte il rifacimento del corpo edificio, i camminatoi prevedono percorsi tattili per non vedenti di tipo LVE (Loges-Vet-Evolution), la ristrutturazione dei sottopassaggi con nuova illuminazione LED e l'installazione di due ascensori, oltre alla ripavimentazione completa delle banchine.

## Strutture e impianti
L'edificio della stazione dispone di un fabbricato viaggiatori che ospita il bar e i servizi igienici.
È dotata di due binari passanti utilizzati per il servizio viaggiatori.

## Movimento
Nella stazione fermano tutti i treni regionali che vi transitano.
Le più immediate destinazioni verso nord sono Civitavecchia, Montalto di Castro, Grosseto e Pisa; verso sud sono Cerveteri, Ladispoli e Roma.
Nelle ore di morbida dei giorni lavorativi il servizio è cadenzato ogni 30 minuti per Roma Termini e per Civitavecchia, ogni ora per Grosseto, mentre la frequenza diventa bioraria per Pisa.

## Servizi
La stazione dispone di:
- Biglietteria automatica
- Sala d'attesa
- Servizi igienici
- Bar

## Interscambi
La stazione offre i seguenti interscambi:
- Fermata autobus